# بيون جون
بيون جون (بالصينية: 卞军) (15 يوليو 1975 بشانغهاي في الصين - ) هو لاعب كرة قدم صيني في مركز الوسط. شارك مع منتخب الصين تحت 23 سنة لكرة القدم ومنتخب الصين لكرة القدم. أما مع النوادي، فقد لعب مع شانغهاي غرينلاند شينهوا ونادي غويزهو رينهي وShanghai United F.C. ‏.

## وصلات خارجية
- بيون جون على موقع ناشيونال فوتبول تيمز (الإنجليزية)